# چوب‌خمیری
چوب‌خمیری (نام علمی: Melicope) نام یک سرده از تیره سدابیان است.